# Tetranychus bondarenkoi
Tetranychus bondarenkoi är en spindeldjursart som beskrevs av P. Mitrofanov 1980. Tetranychus bondarenkoi ingår i släktet Tetranychus och familjen Tetranychidae. Inga underarter finns listade i Catalogue of Life.